# Iglesia de Santa Lucía (Venecia)
La iglesia de Santa Lucía fue un edificio religioso de la ciudad de Venecia, derribado en 1861, que se encontraba ubicado en el barrio de Cannaregio, en el lugar donde actualmente se levanta la plaza de la actual estación de ferrocarril.

## Historia

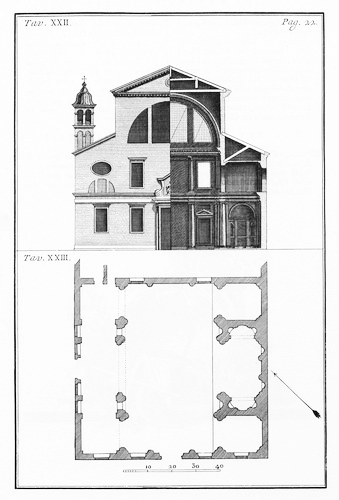
Planta y alzado/sección de Francesco Muttoni, de Arquitectura de Andrea Palladio de Vicenza, 1740-1760.

Construida (según Sansovino) en 1192 como iglesia parroquial dedicada a Santa María Anunciada (pero Tassini la remonta al siglo XI), cambió su nombre debido a un acontecimiento ocurrido en 1204 tras el saqueo de Constantinopla llevado a cabo por los venecianos.

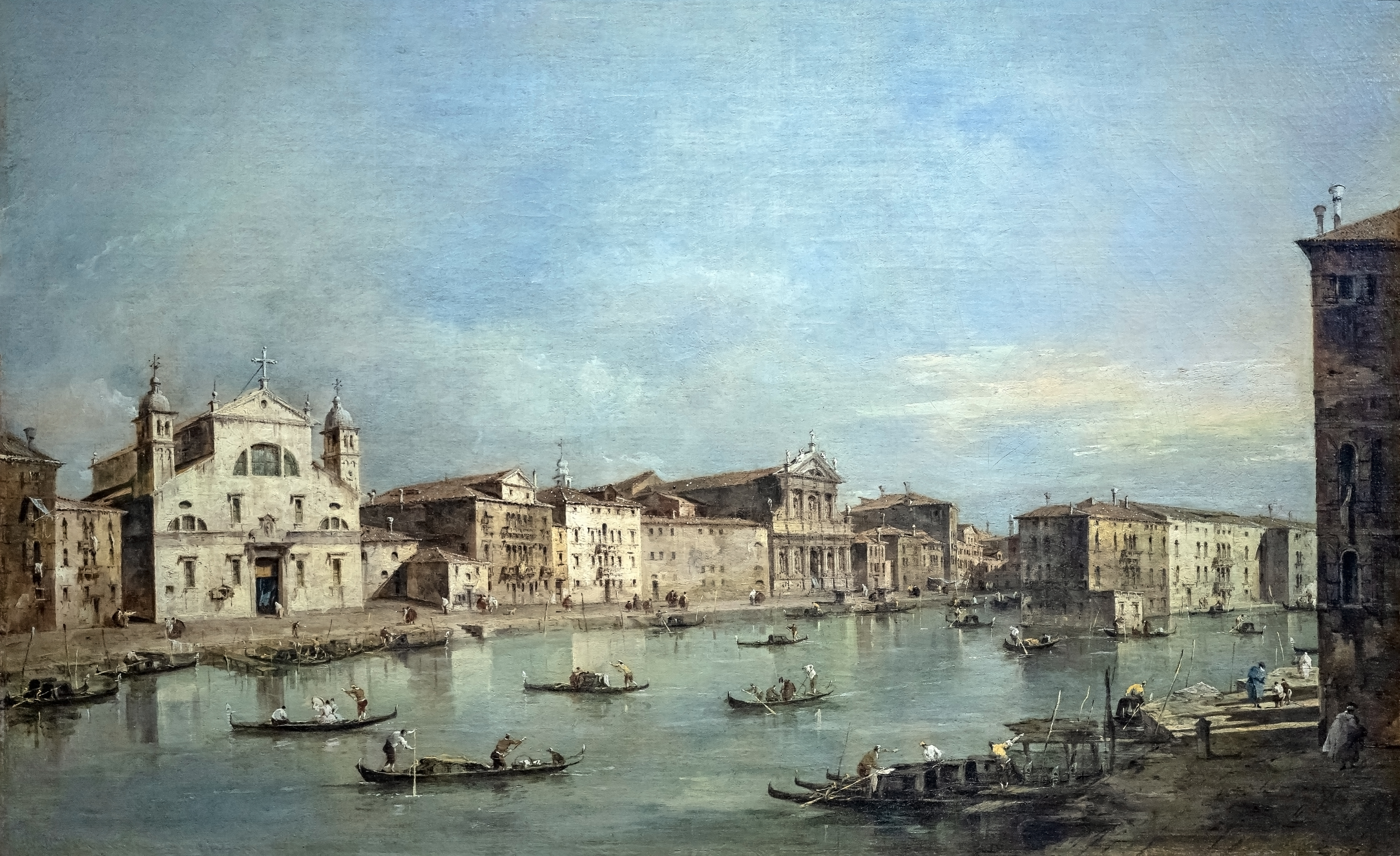
La iglesia de Santa Lucía (izquierda) en un cuadro de Francesco Guardi

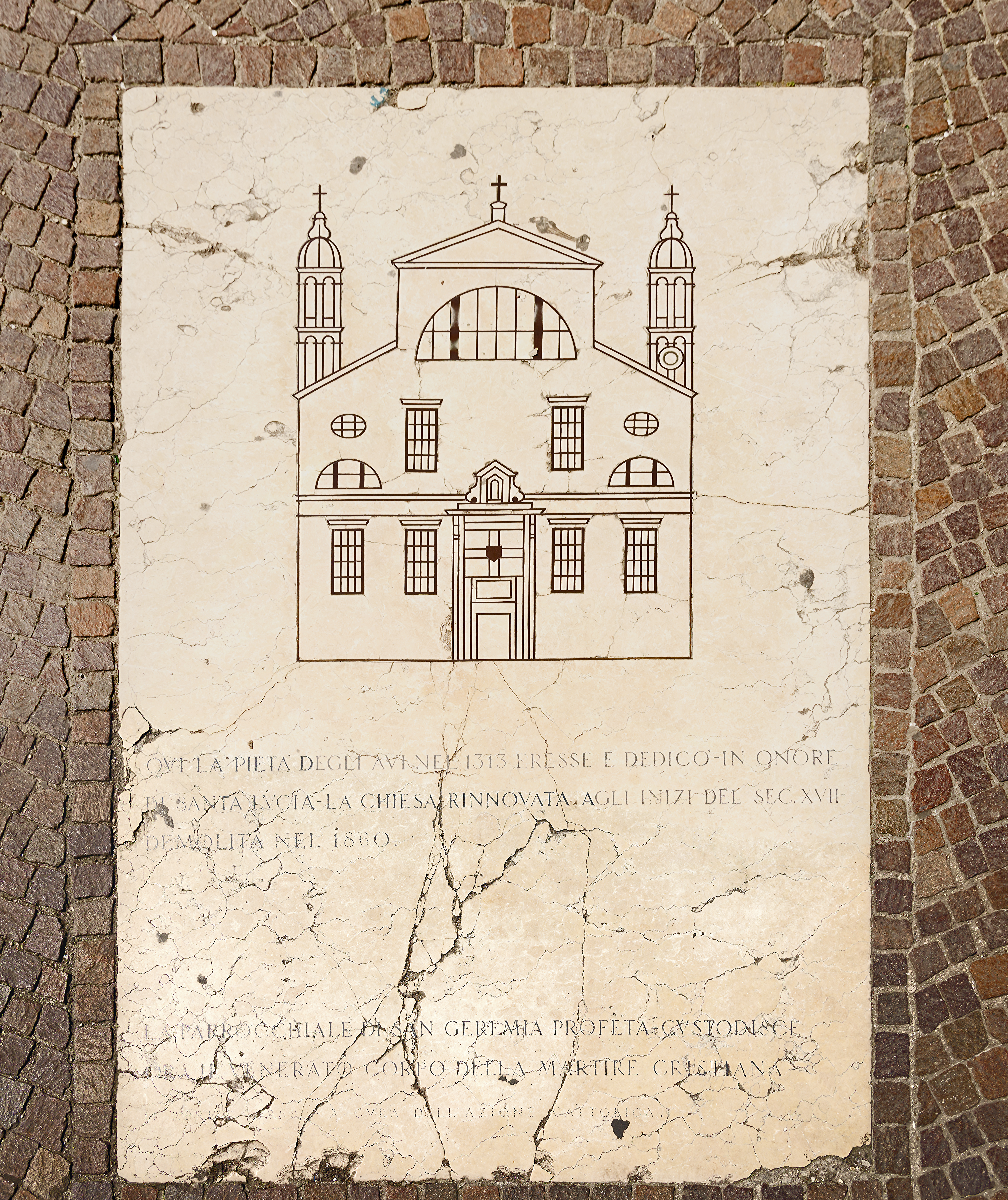
Placa conmemorativa donde se encontraba la iglesia de Santa Lucía.

Durante el saqueo, los venecianos robaron el cuerpo de Santa Lucía, que inicialmente fue trasladado a la isla de San Giorgio Maggiore. En 1279 el mar embravecido volcó las barcas que iban en procesión hacia la isla para rendir homenaje al santo; algunos peregrinos murieron y se decidió trasladar el venerado cuerpo a esta iglesia de Cannaregio. La iglesia pasó entonces a llamarse Santa Lucía (esta datación es cuestionada por una epístola del papa Sixto IV de 1478, que afirma que habían pasado más de cuatrocientos años desde que la iglesia fue dedicada a Santa Lucía).
En 1444 la iglesia pasó a la jurisdicción del convento del Corpus Domini, situado en las cercanías. Fue concedido en 1574 a las Siervas de María bajo el reinado de San Agustín.
La iglesia sufrió diversas intervenciones y reformas a lo largo de su historia. Andrea Palladio en 1580, poco antes de su muerte, había realizado algunos dibujos para sus interiores. La contribución real de Palladio no está clara: aunque una inscripción en el portal principal lo indicaba como el autor del edificio, la iglesia en realidad no se completó hasta treinta años después de su muerte. Dos siglos después Francesco Milizia negó, por el estilo del edificio, que pudiera ser obra del gran arquitecto. 
La comunidad conventual fue suprimida en 1806, en ejecución del decreto napoleónico de 1805.
En 1841 se comenzó a construir el nuevo ferrocarril; al necesitarse terreno para la estación y su plaza, la iglesia y el convento fueron derribados de 1861 a 1863. En memoria de la iglesia, la nueva estación de tren tomó el nombre de Venecia Santa Lucía. En cambio, el cuerpo del santo fue trasladado a la iglesia de San Geremia, situada no muy lejos, donde aún se encuentra hoy.